# Аль Тани, Алия
Алия́ Аль Та́ни (араб. علياء آل ثاني‎) — с 24 октября 2013 года постоянный представитель Катара при ООН, чрезвычайный и полномочный посол страны в ООН.

## Полное имя и форма обращения
Полное арабское имя: Алия бинт Ахмед бин Сайф Аль Тани («Алия, дочь Ахмеда, сына Сайфа, из рода Тани»). Частица «Аль» (араб. آل‎) в её имени, обозначающая принадлежность к роду, пишется отдельно, с заглавной буквы и не является определённым артиклем «аль» (араб. ال‎), который пишется с дефисом.
Так как Алия Аль Тани происходит из правящей династии эмиров Катара, она имеет право на титулование «Шейха́» (функциональный аналог «Её Высочество»).
В англоязычной деловой переписке, как это теперь нередко делается арабскими политиками, части «сын» и «дочь» отбрасываются, а имена отца и деда представляются как средние имена: Alya Ahmed Saif Al-Thani (Алия Ахмед Сайф Аль Тани).

## Биография
Алия Аль Тани родилась в 1974 году в Дохе, принадлежит к правящей династии эмиров Катара. Её отец, шейх Ахмед Аль Тани, также начинал карьеру с дипломатической службы, выступая послом Катара в Великобритании в 1971—1977 годах (в официальных биографиях используется более редкое название «посол при Сент-Джеймсском дворе»). С 1973 года он же являлся аккредитованным послом в Нидерландах, Швеции и Норвегии.
У Ахмеда Аль Тани 7 детей: сыновья Сайф и Мухаммад, и, помимо старшей дочери Алии, Шуа, Дина, Нуф и Ламия. Однако про его жену (или жён) в открытых источниках ничего не говорится, а сама Алия Аль Тани про свою мать ни разу не упоминала. В интервью 2015 года она сказала, что в жизни и работе для неё образцом для подражания является Моза аль-Миснед, вторая из трёх жен 3-го эмира Катара.
В 2003—2007 годах работала в Высшем Совете Катара по делам семьи: старший советник, затем исполняющая обязанности руководителя, затем руководитель отдела по правам ребёнка.
С 2007 года в структурах ООН:
- 2007—2009 — советник в Постоянном представительстве Катара при ООН в Нью-Йорке
- 2009—2010 — полномочный министр там же
- 2010—2011 — заместитель постоянного представителя там же
- 2011—2013 — постоянный представитель Катара при ООН в Женеве

С 24 октября 2013 — постоянный представитель Катара при ООН в Нью-Йорке.

## Образование
- В 1996 окончила Университет Катара[англ.], бакалавр экономики[6].
- В 2006 окончила Школу восточных и африканских исследований Лондонского университета, магистр искусств в области международных отношений. Тема диссертации: «Реализация прав девочек в Катаре: Пути к прекращению практики замужества в раннем возрасте»[6].